# ماسیمو سامارتینو
ماسیمو سامارتینو (انگلیسی: Massimo Sammartino؛ زادهٔ ۸ سپتامبر ۱۹۹۵) بازیکن فوتبال است.